# دافيد كروس
دافيد كروس (بالألمانية: David Kross )‏ (و. 1990  م) هو ممثل أفلام، ألماني.

## جوائز
حصل على جوائز منها:
- رومي  [لغات أخرى]‏.

## وصلات خارجية
- دافيد كروس على موقع IMDb (الإنجليزية)
- دافيد كروس على موقع روتن توميتوز (الإنجليزية)
- دافيد كروس على موقع مونزينجر (الألمانية)
- دافيد كروس على موقع قاعدة بيانات الأفلام العربية
- دافيد كروس على موقع ألو سيني (الفرنسية)
- دافيد كروس على موقع ميوزك برينز (الإنجليزية)
- دافيد كروس على موقع أول موفي (الإنجليزية)
- دافيد كروس على موقع قاعدة بيانات الأفلام السويدية (السويدية)
- دافيد كروس على موقع ديسكوغز (الإنجليزية)
- دافيد كروس على موقع قاعدة بيانات الفيلم (الإنجليزية)